# Brodhead (Wisconsin)
Brodhead város az USA Wisconsin államában. Lakosainak száma 3274 fő (2020. április 1.).

## Népesség
A település népességének változása:

| 2010 | 3 203 |
| 2020 | 3 274 |